# توت کورپوریشن
توت کورپوریشن (انگلیسی: Tout Corporation) شرکت نرم‌افزار آمریکایی است، که در سال ۲۰۱۰ تأسیس شد.